# 祥云财富工业园区铁路专用线
祥云财富工业园区铁路专用线位于云南省大理州祥云县境内，连接广大铁路和祥云财富工业园区，起点为祥云西站，终点为财富工业园站，全长9.505千米，总投资15.69亿元，专用线规划实现年货运量近期300万吨、远期3,000万吨，是云南省重点铁路专用线。

## 概况
祥云财富工业园区铁路专用线是国家铁路专用线重点项目、云南省 “四个一百”重点项目，由云南省铁路集团有限公司承建，采用BOT模式运作。专用线从广大铁路祥云西站引出，线路长度9.505千米，正线铺轨长度10.004千米，站线铺轨7.299千米，建有特大桥5座、大桥2座、中长隧道1座（石头坡山隧道，2,767米），并新建财富工业园站。

## 历史
- 2017年4月19日，祥云财富工业园区铁路专用线建设项目签约，建设期30个月[10]。
- 2018年7月，开工建设。[7]
- 2021年10月，全长2,767米的石头坡山隧道贯通[11]。
- 2022年4月18日，茨坪村特大桥成功转体[12][13][3]，为中国首座跨铁路公路双转体曲线铁路桥梁[14]。
- 2022年8月14日，正线铺轨完成[15]。
- 2022年10月27日，专用线通过竣工验收[9][6]。
- 2022年12月29日，专用线建成通车[6][2]。